# Evangelische Pfarrkirche St. Pölten

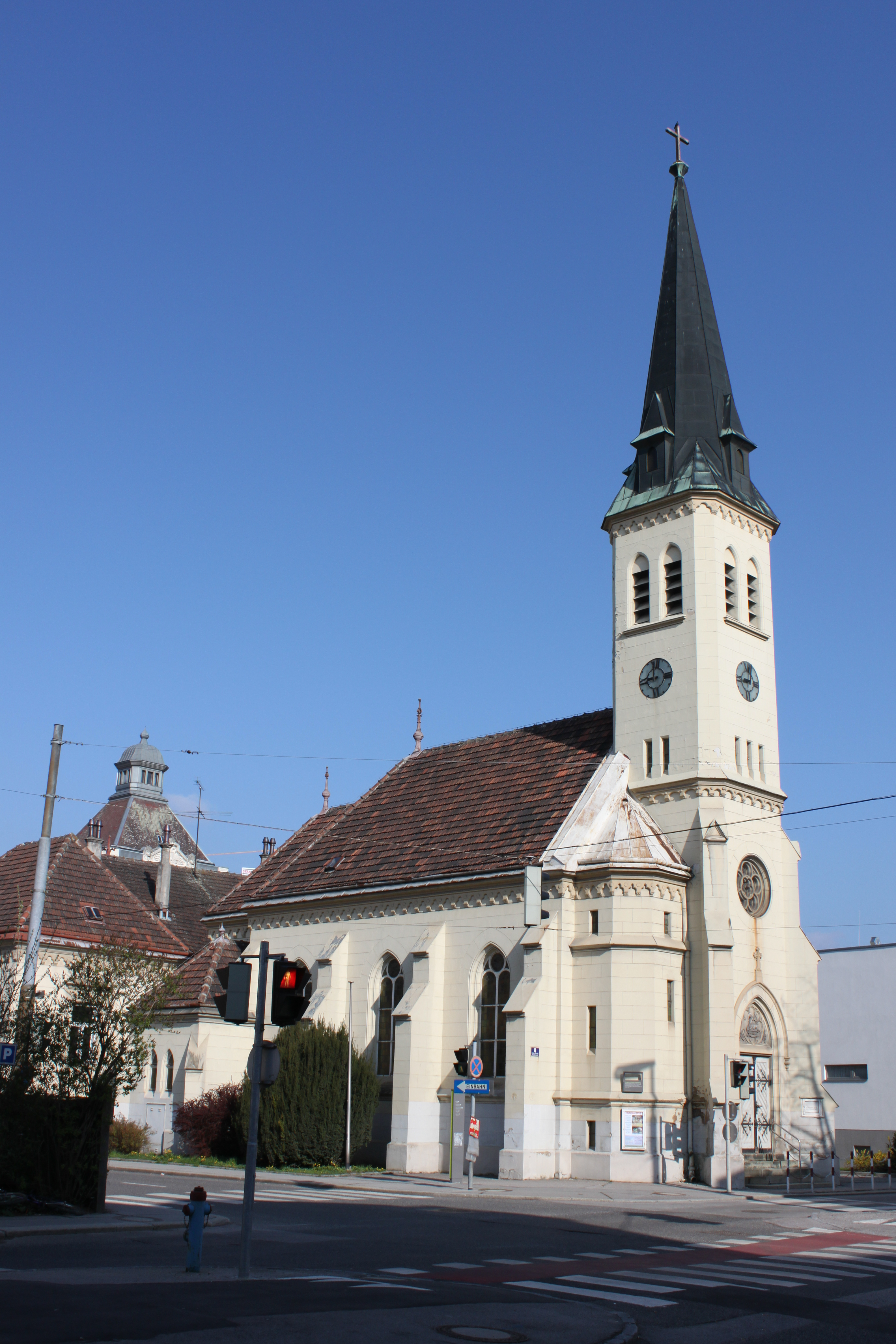
Evangelische Pfarrkirche

Die Evangelische Pfarrkirche St. Pölten ist ein Kirchengebäude der Evangelischen Kirche A. B. in der Stadt St. Pölten. Das denkmalgeschützte (Listeneintrag) Bauwerk befindet sich auf einem Grundstück zwischen Schießstattring, Julius-Raab-Promenade und Heßstraße. Die Pfarrgemeinde ist gemischt konfessionell: Sie beheimatet neben Angehörigen der Evangelischen Kirche A. B. auch Angehörige der Evangelischen Kirche H. B.
Sie ist die Hauptkirche der Evangelischen Superintendentur A. B. Niederösterreich.

## Kirche
Der Bau im neugotischen Stil mit ostseitiger Turmfassade zur Julius-Raab-Promenade 8 und Längsfassade zur Heßstraße 18 wurde in den Jahren 1891 bis 1892 nach den Plänen des Architekten Ludwig Schöne errichtet. Der Kirchturm hat ein Pyramidendach, die Kirchturmfassade hat ein Spitzbogenportal, ein Tympanon mit Relief Agnus Dei und ein Rosettenfenster. Die Fassade mit Ritzquaderung hat getreppte Strebepfeiler, Spitzbogenfenster und eine Traufe mit Rundbogenfries.
Der Saalraum hat ein Kreuzrippengewölbe. Der Chor schließt gerade ab. Der neogotische Retabelaltar trägt als Mitteltafel das Bild Gekreuzigter des Malers Emil Fuchs.
2014 wurden Kirche und Pfarrhaus generalsaniert. Im Zuge dieser Sanierung erfolgte die Verbindung der beiden Baukörper mittels neuem Eingangsfoyer samt gläserner Überdachung, wodurch ein Atrium entstand, welches als Gemeindesaal dient.
Der Kirchenraum wurde im Zuge der Sanierung in Zusammenarbeit mit dem Bundesdenkmalamt neu gestaltet. Dabei erfolgt eine Verbindung der erhaltenen Originalsubstanz mit Neuschöpfungen in schlichtem Design für den liturgischen Gebrauch.

## Glocken
Von den ursprünglichen drei Glocken, die im Turm hingen, überlebte nur eine die beiden Weltkriege.

## Orgel
Die Orgel wurde 1959 von Orgelbau Pirchner als mechanische Schleifladenorgel erbaut und war eines der ersten Instrumente der sogenannten „Orgelbewegung“ nach dem Zweiten Weltkrieg in Ostösterreich. Die Windanlage der Vorgängerorgel von 1892 blieb erhalten, um die Pirchner-Orgel auch ohne Strom spielen zu können.  2014 wurde sie im Zuge der Generalsanierung der Kirche von Walter Vonbank restauriert und um zwei Register erweitert.
| I Hauptwerk C–g4 |             |          |
| 1.               | Grobgedackt | 8′       |
| 2.               | Prinzipal   | 4′       |
| 3.               | Quint       | 2 ⁄3′    |
| 4.               | Terz        | 1 3⁄5′ * |
| 5.               | Mixtur      | 1 ⁄3′    |

| II Positiv C–g4 |                  |    |
| 6.              | Lieblich Gedeckt | 8′ |
| 7.              | Rohrflöte        | 4′ |
| 8.              | Oktave           | 2′ |
| 9.              | Cimbel           | 1′ |
| 10.             | Regal            | 8′ |

| Pedal C–f1 |               |       |
| 11.        | Subbaß        | 16′   |
| 12.        | Baßflöte      | 08′   |
| 13.        | Gedecktpommer | 04′   |
| 14.        | Trompete      | 08′ * |

- Koppeln: II/I, I/P, II/P
- Effektregister: zwei Zimbelsterne*, Vogelsang*, Tremulant*
- Erweiterungen durch Walter Vonbank 2014: die mit * gekennzeichneten Register

## Pfarrhaus

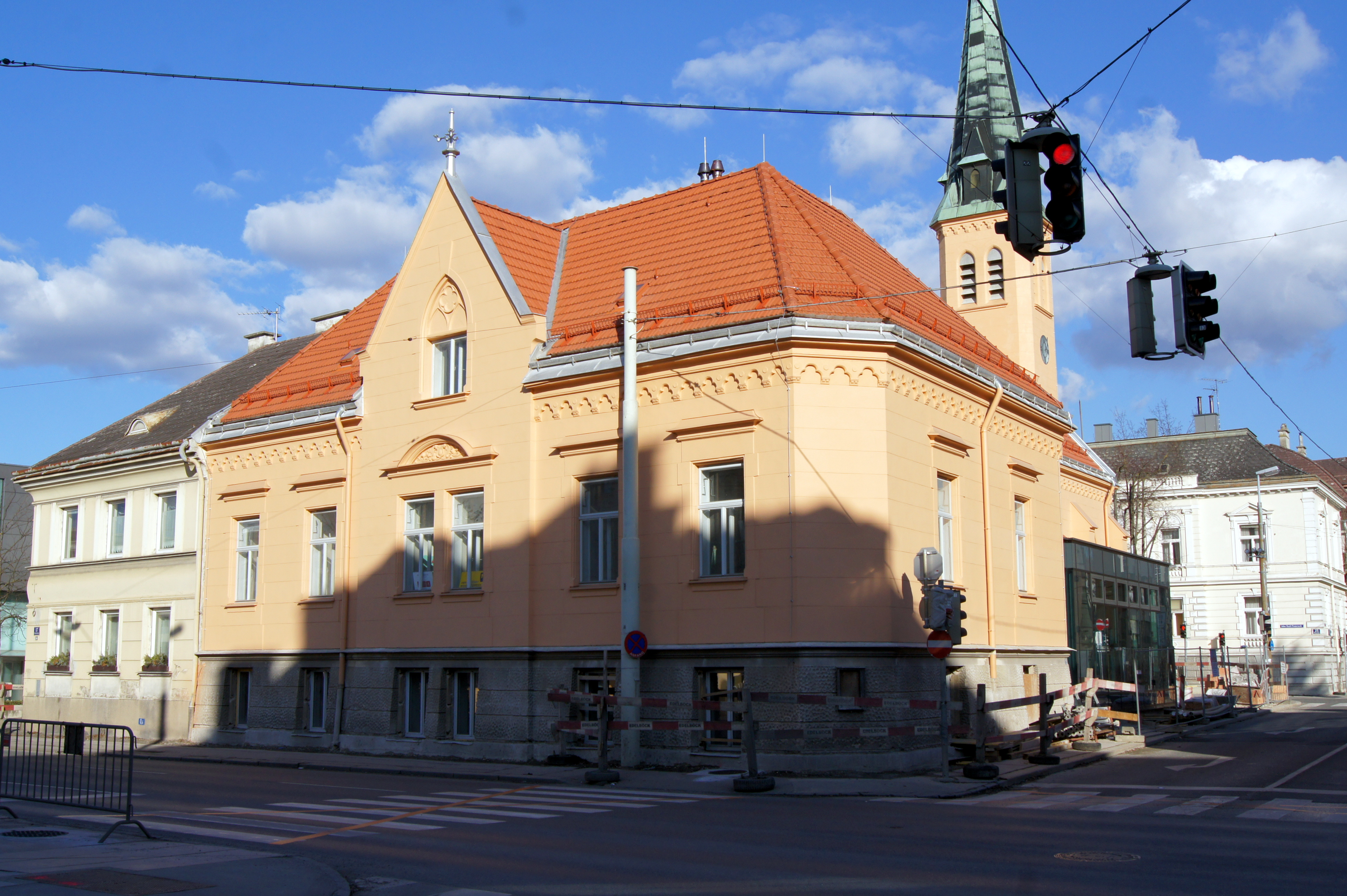
Pfarrhaus

Das im Westen an die Kirche angestellte Pfarrhaus wurde im Jahre 1900 nach den Plänen des Architekten Josef Zeillinger erbaut. Die Hauptfassade im neugotischen Stil zum Schießstattring 19 zeigt eine abgesetzte Mittelachse mit hochgezogenem Spitzgiebel und eine Traufe mit Rundbogenfries.